# Isaac Beeckman
Isaac Beeckman (Middelburg, 10 december 1588 – Dordrecht, 19 mei 1637) was een Nederlandse natuurkundige, ingenieur en meteoroloog.
Isaac Beeckman studeerde letterkunde, theologie en filosofie in Leiden en promoveerde in 1618 in de geneeskunde te Caen. Hij werd conrector in Utrecht en Rotterdam. In 1627 werd hij rector van de Latijnse School in Dordrecht, het huidige Johan de Witt-gymnasium. Hij overleed op 48-jarige leeftijd.
Beeckman was een leerling van Simon Stevin. Hij was bevriend met René Descartes, die zijn eerste werk, het Compendium Musicae, aan Beeckman opdroeg. Beeckman wordt gerekend tot de meest vooraanstaande wetenschappers van zijn tijd. Behalve dat hij arts en ingenieur was, bestudeerde hij de wiskunde en de natuurverschijnselen en stelde hij voor om alle wetenschap en kennis een gedegen basis te geven, met als voorbeeld de wiskunde. 
Omdat hij niet gepubliceerd heeft, is zijn invloed op de ontwikkeling van de wetenschap slecht bekend.  

## Levensloop en loopbaan
Isaac Beeckmans vader Abraham was een calvinistisch kaarsenmaker uit Turnhout die, na de inname van de Antwerpse Republiek door het Rooms-katholieke reguliere leger (Val van Antwerpen) in 1585, via Londen naar Middelburg was gevlucht. Aldaar was hij op 19 december 1587 in het huwelijk getreden met Susanna Pieters van Sandwycks. Zoon Isaac bezocht de Latijnse School in het nabijgelegen Arnemuiden. Van 1607 tot 1610 studeerde Beeckman theologie, filosofie en letterkunde in Leiden. Hij studeerde er ook wiskunde bij de filosoof Rudolph Snel.
Terug in Zeeland ging hij kaarsen maken en waterleidingen herstellen, omdat hij (mogelijk vanwege verschil van theologisch inzicht) in Zeeland geen plaats als predikant kon krijgen. In 1626 schreef hij daarover:
In de philosophie moet men altyt procederen van wonder tot gheen wonder, dat is te segghen, men moet so langhe ondersoecken totdat hetgene ons vrempt dunket, ons niet meer vrempt en schyndt; maer in de theologie moet men procederen van gheen wonder tot wonder.
In 1616 stopte hij en ging medicijnen studeren in Middelburg. Hij promoveerde in 1618 aan de universiteit van Caen. 
Toen hij teruggekomen was uit Caen, ontmoette hij René Descartes in Breda. Met Descartes werkte hij tot 1631 vriendschappelijk samen. In 1619 werd hij leraar op de Latijnse School te Utrecht. 
Beeckman trouwde in april 1620 met Cateline de Cerf uit Middelburg, met wie hij zeven kinderen kreeg. In december van dat jaar verhuisde hij naar Rotterdam als assistent van zijn broer Jacob Beeckman, die rector was van de Latijnse Erasmus School aldaar en getrouwd was met Janneken van Ryckeghem. Hij werd voogd van de kinderen van Jacob (1590-1629) na diens vroegtijdig overlijden aan tbc. Samen met enkele vaklieden stichtte hij een Collegium Mechanicum, waarin hij diverse praktische problemen onder de loep nam. In 1627 werd hij als rector van de nieuwe Latijnse School van Dordrecht aangesteld. Isaac vestigde zich in het voormalige klooster van de Grauwzusters op de hoek van de Nieuwstraat/Augustijnenkamp, waar de school sinds 1579 was gevestigd.
Hij werd door Andreas Colvius, predikant van de Waalse kerk, geïntroduceerd in culturele kringen zoals de De Witt's, Jacob Cats en Johan van Beverwijck. Er werd een torentje op de school gebouwd waaruit hij samen met Philippus Lansbergen waarnemingen verrichtte op natuurkundig, meteorologisch en astronomisch gebied. Daaruit blijkt dat in Dordrecht Beeckman werd gerespecteerd als wetenschapper. Na 1630 leerde hij lenzen slijpen, tevens was hij lid van het gezelschap dat Galileo's voorstel onderzocht om de lengtegraad te bepalen aan de hand van de manen van Jupiter. In december 1629 werd zijn broer Abraham (1607-1663) als docent aan de school benoemd.
De broers Cornelis en Johan de Witt waren zijn leerlingen en ook had hij "kostkinderen", op het hoogtepunt wel 70. In 1634 was er een pestepidemie in de stad die het leven kostte aan 20% van de bevolking, en indirect ook aan een zevental van Beeckmans leerlingen. Ze verdronken nadat ze de stad wilden ontvluchten terug naar Veere, toen hun boot werd overvaren.
Nadat hij tbc opgelopen had, overleed hij (48) in mei 1637.

## Dagboek

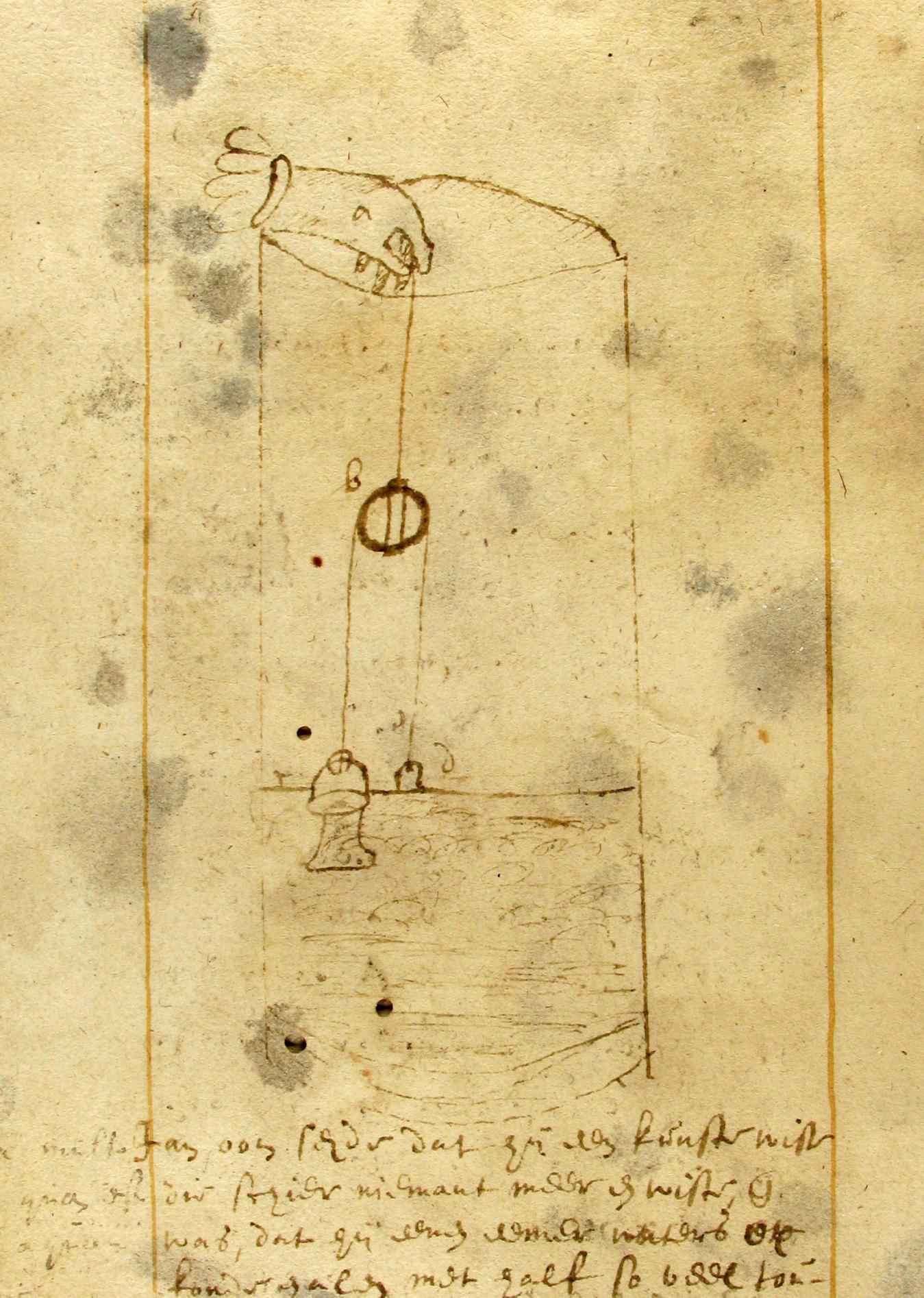
Uit Beeckmans dagboek, 18 juli 1612: Hoe je met een halve slag een emmer water toch uit de put kan halen. Handschriftencollectie ZB, foto: Wim Helm, december 2007. [https://hdl.handle.net/21.12128/14520bfe-97d1-11e3-a3f9-d3a719215dbf Beeldbank Zeeland, recordnr. 110238

Beeckman hield sinds zijn bezoek aan de Latijnse School in Arnemuiden een dagboek (Journael) bij. Het dagboek bevatte persoonlijke notities, maar ook notities ten aanzien van de geneeskunst, logica, muziek, natuurkunde en wiskunde. Beeckman deed vele ontdekkingen, maar heeft door zijn beschroomdheid alleen in zijn dissertatie in Caen enkele van zijn ideeën gepubliceerd. Door de herontdekking van het dagboek door Cornelis de Waard in 1905 werden veel details over zijn wetenschappelijk werk toch nog bekend. Uit het dagboek blijkt dat hij al in 1616 een mechanistische kijk op de natuur had, waarin atomisme, een eigentijds principe van traagheid en een hang naar wiskundige formulering van natuurkundige verschijnselen belangrijke onderdelen waren. Na 1627 was zijn mechanistisch beeld van de natuur volledig ontwikkeld. 
Het Journael vermeldt ook de ontmoeting in 1618 met Descartes in Breda. 
Het dagboek toont een Beeckman die onderzoek doet als veel van de grote denkers van de Renaissance en door middel van veel brieven contacten met hen onderhoudt. Bijvoorbeeld met de wiskundige Marin Mersenne, met Snellius, Stevin, de sterrenkundigen Tycho Brahe en Kepler, de filosofen Pierre Gassendi en Francis Bacon en de artsen William Gilbert en William Harvey.

## Descartes
Door zijn journaal weten we meer over Beeckmans relatie met Descartes. Descartes en Beeckman ontmoetten elkaar in 1618 in Breda. Ze discussieerden over een wiskundige puzzel op een aanplakbiljet op de markt. De volgende dag meldde de 8 jaar jongere Fransman zich bij Beeckman met de oplossing van de puzzel. Descartes werd een vriend van Beeckman. Beeckman bedacht opgaven voor Descartes over muziek, de vrije val, de kettinglijn en kegelsneden.  Beeckman bracht hem enthousiasme bij voor de wetenschappen en daagde hem uit. Descartes was zich hiervan bewust en dankte verschillende keren zijn vriend hier voor. Hij bood hem in 1619 een stuk over muziek aan, Compendium Musicae.
Hun vriendschap was echter niet zonder wrijving; verschillende keren botsten ze over een meningsverschil. Descartes brak ten slotte in 1631 met Beeckman omdat hij er - ten onrechte overigens - van uitging dat Beeckman er prat op ging dat hij Descartes' leermeester was.

## Filosoof
Zijn tijdgenoot, de mathematicus en filosoof Pierre Gassendi, zei van hem dat hij de beste filosoof is die hij ooit heeft gekend. De eerste kwaliteit van Beeckman was zijn natuurlijke nieuwsgierigheid. Dit verlangen om altijd nieuwe paden in te slaan verhinderde hem om zijn bijzonder originele natuurfilosofie te publiceren en te verspreiden. Beeckman was behalve filosoof ook een groot onderzoeker. Hij was bijvoorbeeld lange tijd bezig om een experiment te verzinnen dat het bestaan van God moest bewijzen.

## Natuurkundige

### Atomisme
Beeckmans visie op de natuur gaat uit van het atomisme. Hij was beïnvloed door Lucretius' leerdicht De rerum natura en door de geschriften van Democritus. Hij stelde tegelijk met Sébastien Basson het concept van moleculen op en ontwikkelde los van deze het idee dat elke stof beschouwd kan worden als een samenstelling van deeltjes of atomen. Met dit mechanistische model was hij in staat verklaringen te geven voor bijvoorbeeld de getijden en de voortplanting van geluid.

### Traagheid en valbeweging
Beeckman wordt ook aangehaald als een van de eerste wetenschappers die het traagheidsprincipe en de valbeweging juist hebben weergegeven. Hij verwierp het idee van voortstuwing als verklaring van beweging, maar ging ervan uit dat een object in beweging altijd in dezelfde mate blijft voortbewegen als het niet door iets wordt gehinderd. Maar in zijn Journael lijkt Beeckman geen onderscheid te maken tussen de rechtlijnige eenparige beweging en de cirkelvormige eenparige beweging (constante baansnelheid). Hij beweerde dat - in vacuüm - beide bewegingen vanzelf zonder uitwendige krachten voortgezet worden. Hij zag nog niet in dat voor een cirkelbeweging een middelpuntzoekende kracht nodig is.
De wet van vrij vallende lichamen was het resultaat van de samenwerking tussen Beeckman en Descartes. Beeckman leverde het natuurkundige inzicht en Descartes de wiskundige onderbouwing.

### Trilling

Hoe kleiner de snaarlengte, hoe hoger de frequentie

Men vindt bij hem ook een discussie over trillende snaren waarin hij aantoont dat de frequentie van de grondtoon omgekeerd evenredig is met de snaarlengte en de trillingstijd.

### Practicus of theoreticus
Verklaringen  voor natuurkundige verschijnselen waren volgens Beeckman alleen acceptabel als het verschijnsel in een uitbeeldend model inzichtelijk kon worden gemaakt. Hij was een praktisch ingesteld wetenschapper die altijd heeft geprobeerd om de wetenschap door ervaring te verklaren, en om aan wetenschappelijke verworvenheden technische toepassingen te geven.  
Hij verzette zich tegen de neiging van kamergeleerden om alleen maar abstract te redeneren en om anthropomorfe argumenten te gebruiken. Hij gebruikte de praktijkkennis die hij had opgedaan bij de installatie van buizen in het begin van zijn carrière in Zierikzee bij zijn pogingen om de werking van een pomp te analyseren (1615). Hij stelde een nieuwe theorie op waarin de luchtdruk de oorzaak is van de werking van een pomp (1629). Deze theorie week af van de toen gangbare, die stelt dat de natuur afschuw van de leegte heeft. 
Hij interesseerde zich bijzonder voor de uitvindingen van zijn tijd, van de telescoop tot en met de eerste onderzeeboot van Cornelis Drebbel.

### Meteoroloog
Beeckman installeerde het eerste weerstation in de wereld, bestaande uit een waterthermometer en een windwijzer. Een luchtdrukmeter zou pas in 1644 door Evangelista Torricelli worden uitgevonden.